# 헨트 대학교
겐트(헨트)대학교(네덜란드어: Universiteit Gent, 영어: Ghent University)는 벨기에의 공립종합대학교로 오스트플란데렌주 헨트(Ghent), 베스트플란데렌주 코르트레이크, 오스텐더와 인천광역시 송도에 캠퍼스를 두고 있다. 1817년 네덜란드 연합왕국의 국왕 빌럼 1세가 세웠으며, 1830년에 벨기에 혁명으로 독립한 뒤로는 벨기에가 운영하는 대학이 되었다. 연구중심대학교로 뢰번(루벤) 가톨릭 대학교(KU Leuven), 브뤼셀자유대학교와 함께 벨기에를 대표하는 명문대학군에 속한다.
1911년 노벨 문학상 수상자 모리스 마테를링크, 1938년 노벨 생리학·의학상 수상자인 코르네유 하이만스, 제8대 국제 올림픽 위원회 위원장 자크 로게, 벨기에의 제47대 총리 히 버르호프스타트, 벨기에의 제48대 총리 이브 르테름, 글로벌제약사 얀센제약(Janssen Pharmaceutica)의 창립자 파울 얀센(Paul Janssen), 월드와이드웹(WorldWide Web)의 공동창시자로 인터넷이라는 정보혁명기반 구축에 공헌한 로베르 카이오, 시대음악 해석의 명장인 지휘자 필리프 헤레베허 등을 배출했다. 또한 벤젠구조식 발견 등의 업적으로 '유기구조화학의 아버지'라 불리는 아우구스트 케쿨레, 1943년 노벨 화학상 수상자인 죄르지 헤베시 등이 교수로 재직하며 가르치고 연구하였다. 벨기에 헨트와 코르트레이크 뿐만 아니라 해양학 분야 오스텐더(Oostende)와 대한민국 인천광역시에도 캠퍼스를 두고 있다.
200년이 넘는 역사와 전통을 자랑하고, 순수&응용과학 및 공학, (수)의학 및 약학, 경제경영 및 인문사회과학 등 각 분야에서 뛰어난 학문적 성과와 걸출한 인재들을 내놓은 유럽을 선도하는 고등교육기관이자 연구기관 중 하나이다.

## 역사
겐트(헨트) 대학교는 1817년 10월 9일에 네덜란드 연합왕국의 국왕 빌럼 1세(William I)가 네덜란드 연합왕국 남부의 교육과 학문을 중흥시키고자 세웠으며 190명의 학생과 16명의 교수가 있었고 초대 총장은 의사 출신의 J. C. 판 로테르담이었다. 설립 당시에는 인문학부와 법학부, 약학부, 이학부의 네 학부로 이루어져 있었으며 수업은 라틴어로 이루어졌다.
벨기에 혁명 전에는 학생이 414명까지 늘었으나 혁명으로 인해 한때 학생 숫자가 감소하기도 했다. 벨기에 혁명이 일어난 뒤에는 라틴어 대신에 프랑스어로 수업이 이루어지기 시작했다. 그 뒤 플랑드르의 정치인이었던 로더베이크 더 라엇은 네덜란드어로 수업할 것을 주장했고, 1906년에 첫 네덜란드어 강의가 열렸다. 제1차 세계 대전 동안에는 점령국인 독일 제국이 이른바 '플랑드르 정책(Flamenpolitik)'을 펼쳤고, 헨트 대학교는 벨기에에서 최초로 네덜란드어 사용 대학교가 됐다.
1923년에는 장관 피에르 놀프가 헨트대학교를 완전한 네덜란드어 대학교로 만들기 위해 노력했으며, 마침내 1930년에 완전한 네덜란드어 대학교가 됐다. 제2차 세계 대전 동안 나치에 의해 독일어 사용과 독일식 동화정책이 강요되기도 하였으나, 이 대학이 그에 대한 저항의 구심점이 되었다.
전쟁이 끝난 뒤 1950년대와 1960년대에 들어서 벨기에 정부의 고등교육기관 민주화 정책에 따라 대학교의 규모가 커지기 시작했다. 1953년에는 3천여 명의 학생들이 있었지만 1969년에는 1만1천여 명 이상으로 학생수가 늘어났다. 또한 1960년대와 1980년대 사이에는 수차례의 학생 운동이 벌어졌는데, 1969년에는 프랑스 5월 혁명의 영향으로 격렬한 시위가 벌어지기도 했다.
1991년에는 플란데런어 공동체 정부의 자치권이 늘어남에 따라 대학교의 공식 이름을 겐트(헨트) 주립대학교(Rijksuniversiteit Gent)에서 오늘날의 이름인 겐트(헨트)대학교(Universiteit Gent)로 바꾸었다.

## 개설전공
겐트대학교는 11개의 단과대학 산하에 86개 학과, 200개 이상의 전공이 개설되어 있고, 쯔비나르데(Zwijnaarde)와 그린브리지(Greenbridge) 과학연구단지(science park)를 운영하고 있다.

<단과대학 목록(List of faculties)>

인문대학(Faculty of Arts and Philosophy)
생명공학대학(Faculty of Bio-science Engineering)
법과대학(Faculty of Law)
이과대학(Faculty of Sciences)
의학 및 의과학대학(Faculty of Medicine and Health Sciences)
공학 및 건축학 대학(Faculty of Engineering and Architecture)
경제경영대학(Faculty of Economics and Business Administration)
수의과대학(Faculty of Veterinary Medicine)
심리 및 교육학 대학(Faculty of Psychology and Educational Sciences)
약학대학(Faculty of Pharmaceutical Sciences)
정치 및 사회과학 대학(Faculty of Political and Social Sciences)

## 명성
겐트대학교는 벨기에 뿐만아니라 유럽대륙 그리고 세계적 수준에서 인정받은 고등교육기관이라는 점이 주요 대학세계랭킹 등의 평가지표에서 나타나고 있다. 최근에는 수의학, 응용생물학이나 생명공학 분야에서 특히 두각을 나타내고 있지만, 역사적으로는 주로 화학과 생리학 분야에서 학문사에 획을 긋는 성과들이 나왔다.
1865년 당시 이 대학 교수로 재직하던 아우구스트 케쿨레가 발표한 프랑스어판 논문으로 탄소원자(C)간 단일결합과 이중결합이 교대로 반복되는 벤젠의 육각형 고리모양 분자구조가 규명됨으로써 유기화학 분야의 폭발적 발전이 가능해졌으며, 이로써 화공, 제약, 농약 등에서의 기술진보로 생겨나는 혜택을 인류가 누리게 되었다. 20세기초에는 이 대학 출신 화학자이자 사업가였던 리오 베이클랜드(Leo Bakeland)가 페놀과 포름알데하이드를 반응시켜 최초의 플라스틱을 만들었는데, 이것이 고분자화(공)학의 실질적인 개막을 여는 업적이라는 평가가 있다.
1938년 이 대학 출신으로 교수로 재직하던 코르네유 하이만스는 호흡조절기작을 규명한 공로로 노벨 생리학·의학상을 수상하였고, 그로부터 이 대학에서 배운 파울 아드리안 얀센(Paul Adriaan Janssen)은 얀센제약(Janssen Pharmaceutica)을 설립하여 글로벌제약회사로 성장시켰다. 그리고 1933년 노벨물리학상 수상자 에르빈 슈뢰딩거(Erwin Schrödinger), 1943년 노벨화학상 수상자인 죄르지 헤베시(Georg Karl von Hevesy) 등이 이 대학 교수로 연구하며 가르쳤다.
현대에 이르러서는, 1990년 구현된 월드와이드웹(WorldWideWeb)의 공동창시자로 팀 버너스리 (Tim Berners-Lee)와 함께 인류에게 인터넷이라는 정보혁명의 토대를 제공한 로베르 카이오(Robert Cailliau)가 이 대학에서 공부했고, 분자유전학을 적용하여 고급 작물육종 기술 분야를 발전시킨 공로로 농생명분야 노벨상이라는 세계식량상을 2013년 수상한 마크 반 몽테규(Marc Van Montagu)도 이 대학 출신으로 교수로도 재직하며 연구하였다.
자연과학과 응용과학 분야의 학문적인 업적이외에도 다수의 벨기에 총리와 국제올림픽위원회(IOC) 위원장 등 국가와 세계를 이끄는 리더들을 육성하였으며, 노벨문학상수상자 모리스 마테를링크, 시대음악 해석의 명장으로 저명한 지휘자 필리프 헤레베허 등 문화예술분야에서도 인류문화에 공헌하는 인물들을 길러냈다.

## 랭킹
세계적으로 4대 대학평가기관이라고 일컬어 지는 중국 상해교통대학의 Shanghai Ranking(ARWU), 영국평가기관 타임스고등교육(THE)과 QS(Quacquarelli Symonds), 미국 US뉴스&월드리포트(USNWR)의 각 평가순위와 연구업적 탁월성을 주요 기초로 산정하는 네덜란드 레이던대학의 레이던랭킹(CWTS Leiden Ranking)에서 모두 수준급의 위치에 자리하고 있고, 강점을 보이는 특정 전공분야에서는 세계최상위권 순위를 기록하고 있다.
2020년 상해교통대학 세계대학평가(ARWU) 보관됨 2018-08-16 - 웨이백 머신에서 종합평가순위 세계66위를 기록하였고, 전공별 랭킹에선 수의학 1위, 간호학 7위, 식품공학 9위, 농생명과학 14위, 생명공학 분야 23위 등 9개 전공에서 World TOP50에 각 랭크되었다. 그리고 같은 해 CWTS Leiden Ranking에서 종합순위 세계65위를 기록하였다.
2020년 영국 타임스고등교육(THE) 세계대학평가에서 종합103위, QS세계대학순위에서 종합130위(수의학 11위, 농생명과학 12위)를 기록하였으며,  2021년 US뉴스&월드리포트 세계대학랭킹(USnews Best Global Universities Ranking) 세계85위(동식물학 9위,  농생명과학 15위, 미생물학 28위, 약리학 및 독성학 29위, 생명공학 및 응용미생물학 34위, 면역학 35위)에 랭크되었다.
| University rankings | University rankings |
| Global – Overall    | Global – Overall    |
| ------------------- | ------------------- |
| ARWU World          | 66 (2020)           |
| CWTS World          | 65 (2020)           |
| QS World            | 130 (2020)          |
| THE World           | 103 (2020)          |
| USNWR Global        | 85 (2020)           |

## 겐트대학교 글로벌캠퍼스(인천 송도)
겐트대학교는 대한민국 산업통상자원부와 대한민국 교육부, 인천광역시 경제자유구역청이 함께 추진하는 해외 우수대학 국내 유치사업에 초빙돼 2014년 9월에 겐트대학교 글로벌캠퍼스(GUGC)를 설립하였다.
겐트대학교 글로벌캠퍼스는 벨기에 겐트캠퍼스의 확장캠퍼스로 분자생명공학과(Molecular Biotechnology), 환경공학과(Environmental Technology), 식품공학과(Food Technology) 학부과정을 개설하고 있다. 단과대학 기준으로는 3개전공 모두 생명공학대학(Faculty of Bioscience Engineering)에 소속되어 있다.
1~2학년은 학과구분없이 수학,화학,생물학,물리학,정보학 등을 공통기초과목으로 이수하며, 3학년이 되면서 전공을 선택하여 전공심화과목을 이수하게 된다. 4학년 때는 개설과목 대부분을 벨기에 겐트캠퍼스에서 수강해야 하고, 다시 한국으로 돌아와 졸업논문을 준비하여 통과해야 한다. 연간학비는 2000만원이며, 기숙사비를 포함하면 2300만원 정도이다.
벨기에 현지에 설치된 캠퍼스에서는 학부과정은 위 대학역사 부분에 기술된 바와 같은 역사적인 이유로 네덜란드어 교수원칙이 엄격히 적용되기 때문에(그러나, 대학원 과정에는 국제화에 적응하기 위해 영어로 강의되는 다수의 전공이 개설되어 있음), 20세기 후반부터 세계적으로 중요성이 부상하고 있는 동아시아거점지역에 국제표준어인 영어로 수업과 교류가 이루어지는 글로벌캠퍼스 보관됨 2020-02-20 - 웨이백 머신를 개설한 것이며, 졸업생에게는 벨기에 본교와 동일한 이학사(BSc) 학위가 수여된다.

## 국제협력
겐트대학교는 벨기에 국내는 물론 유럽 전역과 전세계적으로 수많은 파트너십을 운영하고 있다.
에라스무스 프로그램 (Erasmus Program)을 통해 유럽 또는 다른 대륙의 대학들과 교환학생을 교류를 하는 간단한 협력부터, 단수 또는 복수의 국내 또는 외국대학들과 공동학위제를 운영하거나 아예 연구 및 학습 공동체를 형성하여 인류문명의 당면문제에 대한 해법을 찾는 프로그램을 운영하는 형태까지 다양한 레벨의 협력체계를 갖추고 있다.
국내대학과의 공동학위제의 예로는 식품공학 석사과정이 있다. 벨기에 양대명문대학이라 평가받는 뢰번 가톨릭 대학교(KU LEUVEN)와 서로의 강점분야를 조합하여 국제학생 유치도 가능한 영어강의로 공동학위제를 운영한다.
유럽대학간 공동학위제로는 토양과 지구변화 전공 국제과학석사(International Master of Science in Soils and Global Change, IMSOGLO)과정과 같은 사례들이 있다. 이 과정은 독일 괴팅겐대학교, 덴마크 오르후스대학교, 스위스 University of Natural Resources and Life Sciences같은 해당분야에 명성이 높은 대학들과의 Joint program이다.
다른 대륙 대학들과의 공동학위제 중에는 대한민국 대학들과의 협동과정도 있다. 2015년부터 시행된 유럽-한국 개발학 및 농업경제학 석사복수학위 과정(EUKAFREE Double Degree Programme)으로 유럽에서는 겐트대학교(주관)와 베를린 훔볼트대학교 등 5개 대학, 한국에서는 고려대학교(주관)와 서울대학교 등 3개 대학이 공동운영에 참가하고 있다.
유럽내에서는 U4Society  Network 보관됨 2020-12-04 - 웨이백 머신의 구성원대학이고, 유럽 공학고등교육 및 연구대학 연합(약칭: CESAER) (Conference of European Schools for Advanced Engineering Education and Research)의 소속대학이다.
아울러 유럽에서 발상하여 타대륙까지 확산된 SGroup 대학Network 보관됨 2020-10-31 - 웨이백 머신의 회원대학이기도 하다.
이외에도 유럽을 포함한 6개 대륙 모두를 아우르는 다양한 레벨의 국제교류프로그램을 실시하고 있고, 이를 위해 네덜란드어 교수원칙은 국내 설치된 학부에 한정하는 융통성이 발휘되고 있다. 이에 힘입어 국제공용어인 영어로 개설되는 대학원 과정도 다채롭게 운영되고 있으며, 실제 100개국 이상의 다양한 국적을 가진 5,000명 이상의 국제학생들이 이 대학에서 공부하고 있다.